# Żandarmeria w Generalnym Gubernatorstwie

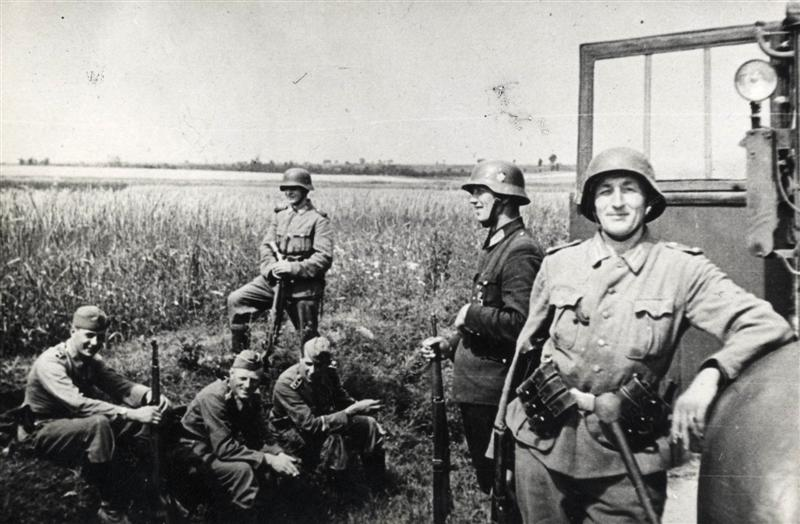
Żandarmi sfotografowani przed pacyfikacją Michniowa

Żandarmeria (Gendarmerie) w Generalnym Gubernatorstwie – niemiecka formacja policyjna, będąca częścią Ordnungspolizei, działająca w gminach, osiedlach i mniejszych miastach Generalnego Gubernatorstwa.
W żandarmerii podstawową jednostkę stanowił posterunek (Gendarmerie-Posten). Na obszarze powiatu (Kreis) posterunki tworzyły pluton (Zug). Dowódcą plutonu był inspektor żandarmerii, stacjonujący w starostwie.
W każdym dystrykcie stacjonowały ponadto po trzy Jednostki Nadrzędne Żandarmerii (Gendarmerie-Hauptmannschaften – Ghpm) i plutony żandarmerii (Gendarmerie-Zug – GZ, po jednym na każdy powiat), które z kolei wyłaniały posterunki żandarmerii (Gendarmerie-Posten – GP) w terenie. Ich liczba i stan osobowy zależne były od rozwoju sytuacji.
Starosta (Kreishauptmann) był upoważniony do wydawania poleceń (tzw. Weisungsrecht) żandarmerii stacjonującej na terenie jego powiatu.
Komendant żandarmerii dystryktu (Kommandeur der Gendarmerie – KdGend) podlegał komendantowi policji porządkowej dystryktu (Kommandeur der Ordnungspolizei – KdO).
Żandarmeria niemiecka dokonała licznych zbrodni na terenie Generalnego Gubernatorstwa.